# Anders Håkansson
Anders Håkansson, född 27 april 1956 i Munkfors, är en svensk före detta ishockeyspelare som spelat 330 matcher i NHL. Håkansson kom som liten till Malmberget och växte upp i Norrbotten med Malmbergets AIF som moderklubb. Han spelade därefter för AIK, Minnesota North Stars, Pittsburgh Penguins och Los Angeles Kings. Håkansson spelade även i Tre Kronor vid VM-silvret 1981 samt Canada Cup 1981 och 1984 när det blev en svensk andraplats.